# Greater Houston

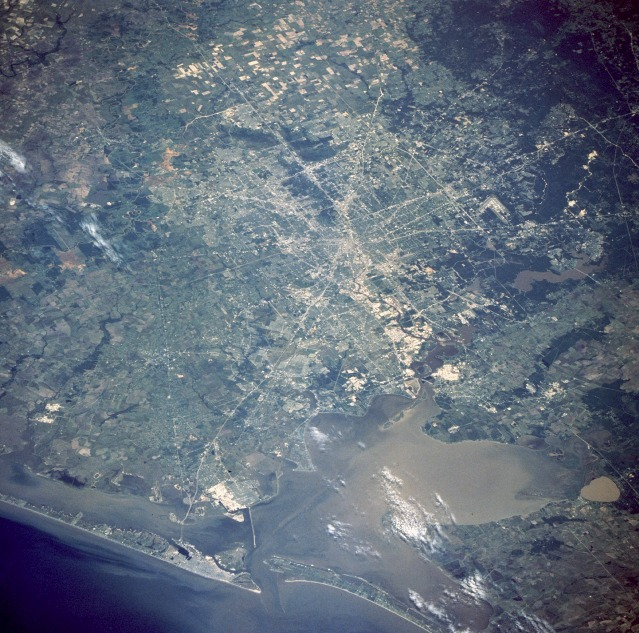
Greater Houston från en rymdfärja.

Greater Houston är ett storstadsområde i Texas i USA, definierat av Office of Management and Budget. Det är beläget längs USA:s gulfkust i Texas, närmare bestämt i sydöstra Texas. Under perioden 1 april 2010-1 juli 2011 låg "Houston-Sugar Land-Baytown" på andra plats på listan över USA:s starkast växande storstadsområden vad gällde invånarantal.

### Fotnoter
1. ↑  ”Census Estimates Show New Patterns of Growth Nationwide” (på engelska). United States Census Bureau. 5 april 2012. http://www.census.gov/newsroom/releases/archives/population/cb12-55.html. Läst 9 november november 2015.